# 越中島支線
越中島支線（えっちゅうじましせん）は、東京都江戸川区の小岩駅と江東区の越中島貨物駅を結ぶ、東日本旅客鉄道（JR東日本）総武本線の鉄道路線（貨物支線）の通称である。
全線単線。用地はほとんどの区間で複線分確保されているが、一部は駐車場や「南砂線路公園」として転用されている。
葛西橋通りおよび永代通りとは踏切による平面交差（しかもすぐそばに明治通りとの交差点も存在する）のため、交通障害の要因になっている。

## 概要
1929年（昭和4年）に小名木川の水運との物流連絡のため、亀戸駅から小名木川駅まで開業し、その後越中島駅（現越中島貨物駅）まで延伸された。また、1989年（平成元年）までは東京都港湾局所有の専用線により豊洲や晴海までつながっていた。この専用線は鉄道による貨物需要が低下したため廃線になった。1972年（昭和47年）まで沿線（江東区南砂）に汽車製造東京製作所が存在し、製造された車両は専用線を経由して小名木川駅より各社へ向けて輸送されていた。
小名木川駅は2000年（平成12年）に廃止され、跡地は再開発によりマンションとショッピングモール「アリオ北砂」となった。また、これに先立つ1997年（平成9年）には越中島貨物駅発着の定期貨物列車も廃止されており、現在の貨物線の使用目的は非常に限定されている（後述）。

## 路線データ
- 区間：
  - 東日本旅客鉄道（第一種鉄道事業者）
    - 小岩 - 越中島貨物 (11.7 km)：小岩 - 新小岩信号場間 (2.3 km) は総武本線と重複。新小岩信号場 - 亀戸間は総武本線と並行。

  - 日本貨物鉄道（第二種鉄道事業者）
    - 小岩 - 越中島貨物 (11.7 km)
- 軌間：1,067 mm
- 複線区間：なし（全線単線）
- 電化区間：なし（全線非電化）
- 保安装置：ATS-SN
- 最高速度：95 km/h
- 運転指令所：東京総合指令室（運転取扱は新小岩信号場駅、越中島貨物駅）
- 担当乗務員区所：田端統括センター、千葉運輸区

全線がJR東日本千葉支社の管轄である。なお、越中島貨物駅は千葉支社所属の駅であるが、同駅には首都圏本部管轄の施設（東京レールセンター）も置かれている。

## 歴史
- 1929年（昭和4年）3月20日 亀戸駅 - 小名木川駅間開業[3]。
  - 1950年代前半（昭和20年代後半） 東京都港湾局が専用線を豊洲、晴海まで敷設[1]。
- 1958年（昭和33年）11月10日 小名木川駅 - 越中島駅（現在の越中島貨物駅）間開業[3][4]。
- 1971年（昭和46年）7月5日 起点を新小岩操駅に変更。
- 1986年（昭和61年）11月1日 起点を小岩駅に変更[3]。
- 1987年（昭和62年）4月1日 国鉄分割民営化により、東日本旅客鉄道に承継[3]。同社が第一種鉄道事業者、日本貨物鉄道が第二種鉄道事業者となる[3]。
- 1989年（平成元年）2月10日 東京都港湾局専用線全廃。
- 1990年（平成2年）3月10日 京葉線越中島駅との区別のため、越中島駅を越中島貨物駅に改称[3]。
- 1997年（平成9年）小岩駅 - 越中島貨物駅間の定期貨物列車廃止[1]。
- 2000年（平成12年）12月2日 小名木川駅廃止[3]。
- 2011年（平成23年）3月12日 新小岩操駅を新小岩信号場駅に改称。

## 運行形態
かつての小名木川駅発着列車では、D51形蒸気機関車やDD51形ディーゼル機関車が使用されたほか、後年にはコンテナ輸送も行われていた。現在は、越中島貨物駅にある東京レールセンターから発送される鉄道用レールの輸送と、同センターに搬入する日本製鉄製150mロングレールを輸送する臨時の工事列車および貨物列車に使われるのみとなっている。工事臨時列車は、尾久車両センター所属もしくは小牛田運輸区所属のキヤE195系によって運行される。2008年10月現在、日曜日を除き3往復のダイヤが設定されており、日によって運休する列車もあるが、平日は3往復すべて運転される日もある。なお、旧小名木川駅付近より越中島貨物駅構内となっており、同区間は入換運転のため、入換動力車標識を表示して運転する。

## 使用車両
主にDE10形ディーゼル機関車が使われていたが、2021年3月のダイヤ改正でレール輸送車両としてキヤE195系気動車が運用され始めたため、当線でのディーゼル機関車の運用はDD200形が不定期に日鉄物流八幡所有の長物車チキ5500形貨車やJR貨物所属の長物車によるレール輸送臨時貨物列車を牽引するのみとなっている。
また検測のため、キヤE193系気動車が入線することがある。

### 過去の使用車両
蒸気機関車
- D51形（新小岩機関区所属）

ディーゼル機関車
- DD51形（佐倉機関区→千葉機関区所属）
- DE10形（新鶴見機関区所属）
- 東京都港湾局専用線D60形
- 京葉臨海鉄道KD50
- 京葉臨海鉄道KD55

## LRT構想
江東区では亀戸駅 - 新木場駅（駅前または駅北側）間にLRTを走らせる構想がある。亀戸駅前 - 南砂付近までを高架化または既存路線を活用し、以南は明治通り（東京都道306号王子千住夢の島線）沿いの都有地（かつての南砂町線予定地。「東京都港湾局専用線#実現しなかった整備計画」を参照）に線路を敷設する案が出されている。
沿線住民の約8割が南北を結ぶLRTの実現を望むなど実現への期待が高いが、公的支援なき収支の均衡が見込めないほか、新木場駅付近での国道357号との平面交差などの問題が指摘されている。2009年8月18日時点では江東区はLRT構想を長期的構想としている。
なお、亀戸 - 南砂間は昭和40年代まで都電砂町線が走っていた。また、関連する路線としてゆりかもめを豊洲駅から亀戸駅まで延伸する要望や提案が江東区議会で行われ、議会本会議で質疑も行われている。

## 駅一覧
- 全駅東京都に所在。（貨）は貨物専用駅

| 駅名               | 営業キロ | 営業キロ | 接続路線                         | 所在地   |
| 駅名               | 駅間     | 累計     | 接続路線                         | 所在地   |
| ------------------ | -------- | -------- | -------------------------------- | -------- |
| 小岩駅             | -        | 0.0      | 東日本旅客鉄道：総武本線（本線） | 江戸川区 |
| 新小岩信号場駅     | 2.3      | 2.3      | 東日本旅客鉄道：新金貨物線       | 葛飾区   |
| （貨）越中島貨物駅 | 9.4      | 11.7     |                                  | 江東区   |

廃駅
（貨）小名木川駅 ： 新小岩信号場駅 - 越中島貨物駅間（小岩駅から8.6km）